# Chetrosu (Anenii Noi)
Chetrosu è un comune della Moldavia situato nel distretto di Anenii Noi di 3.817 abitanti al censimento del 2004

## Località
Il comune è formato dall'insieme delle seguenti località (popolazione al 2004):
- Chetrosu (1.974 abitanti)
- Todireşti (1.843 abitanti)